# Companyia dels Ferrocarrils Directes de Madrid i Saragossa a Barcelona
La Companyia dels Ferrocarrils Directes de Madrid i Saragossa a Barcelona (MZB) (coneguda com els Directes) va ser una companyia ferroviària catalana existent entre 1881 i 1886 que va projectar unir les ciutats de Barcelona, Madrid i Saragossa per ferrocarril, sense arribar a dur-se a terme.

## Història

### Antecedents. La VVB
El principal impulsor va ser el financer, banquer i empresari Francesc Gumà i Ferran amb el propòsit de portar el ferrocarril des de la capital catalana fins a les poblacions de Vilanova i la Geltrú (la seva localitat de naixement) i Valls. Va aconseguir la concessió el 1877 i l'any següent va fundar la Companyia dels Ferrocarrils de Valls a Vilanova i Barcelona (VVB), que va començar les obres entre la capital catalana i Vilanova i la Geltrú el 10 de juliol de 1878. No obstant, aviat els plans de Gumà es van tornar molt més ambiciosos i va planejar que la línia ferroviària es perllongués fins a Saragossa i Madrid. Així, el 2 d'abril del 1880 la VVB va aconseguir l'autorització per construir un ferrocarril que unís les tres ciutats aprofitant la línia prevista de Valls a Vilanova i la Geltrú fins a Barcelona, ja en construcció. Per això, tant el propòsit com la capacitat financera de la VVB no es corresponien amb el projecte inicial, així que va ser necessària la creació d'una nova companyia.

### Constitució de la companyia delsDirectes
La Companyia dels Ferrocarrils Directes de Madrid i Saragossa a Barcelona (MZB) es va fundar el 19 de novembre de 1881 a partir de la VVB. El capital social va ser de 100 milions de pessetes, emès en cent mil accions de mil pessetes cadascuna. D'aquestes, un 40% van ser lliurades directament als accionistes de VVB i Francesc Gumá va continuar com a president i gerent de la nova companyia. El projecte sorgia a partir de la VVB però adoptava una altra raó social, adaptada als nous propòsits.

### El projecte
A grans trets, el projecte dels Directes es basava en la construcció d'una línia que comuniqués Barcelona amb Saragossa i Madrid, sent una sola línia des de la capital catalana fins a Samper de Calanda, des d'on es bifurcava en dos ramals que dirigien a les dues ciutats. Combinava el transport de passatgers i el de mercaderies; per això oferia com a principals atractius una comunicació més curta entre Madrid i Barcelona (gairebé 100 km menys) i l'accés directe a les explotacions carboníferes del Baix Aragó, fins aleshores de difícil accés i mal comunicades.
Línia Barcelona-Saragossa
Per a aquesta ruta la Companyia va optar per adquirir el 25 de juliol de 1881 la línia ferroviària de la Companyia dels Ferrocarrils Carbonífers d'Aragó, ja existent entre Saragossa i La Puebla de Híjar, que estava previst perllongar més endavant fins a Escatrón i Gargallo. Amb 85 quilòmetres, la seva funció era de caràcter miner. En mà dels Directes, el nou projecte passava per perllongar la via fins a Samper de Calanda, on connectaria amb la via Barcelona-Madrid, i després afegir un tram fins a Gargallo, amb funció de ferrocarril miner. L'operació suposava un risc financer afegit, ja que els Carbonífers estaven en suspensió de pagaments.
Línia Barcelona-Madrid
Aquesta branca era molt més llarga i, a diferència de la primera, no estava construït cap dels trams previstos. Va ser presentat el 28 de setembre de 1881, dividit en set trams des de Madrid a Roda de Barà. D'aquesta manera establia una connexió directa entre Madrid i Barcelona més curta i directa, de 612 km de recorregut (la línia existent, passant per Lleida i Saragossa, recorria un total de 707 km). Travessava les províncies de Guadalajara, Terol, Saragossa i Tarragona, i establia estacions almenys a Madrid, Guadalajara, Trillo i Molina de Aragón (Castella la Nova); Fuentes Claras, Montalbán, Samper de Calanda (on convergia amb la línia a Saragossa) i Casp (Aragó); i Garcia, Reus i Roda de Barà (Catalunya). Alhora, establia un corredor per les poblacions del Baix Aragó per facilitar-ne l'accessibilitat i l'explotació directa dels seus jaciments carbonífers. La concessió de l'Estat estigué subjecta a diverses condicions: hauria d'enllaçar amb la línia (ja en construcció) de VVB a Barcelona, el projecte s'havia de presentar en un any i mig, i després s'executaria en un període de cinc anys. No comptaria amb subvenció pública, a diferència d'altres línies construïdes aquells anys.

### Crisi i desaparició
El 29 de desembre del 1881 s'inaugurava el tram Barcelona-Vilanova i la Geltrú. Tot i això, a partir de llavors tot van ser adversitats. Els inversors no van mostrar interès pel projecte i la cotització de les accions en borsa es va desplomar fins a assolir el 25% del seu valor inicial. A això cal sumar els efectes del crac de la Borsa de París el gener de 1882 que va afectar perllongadament l'economia espanyola. I sobretot els excessos comesos els anys previs (coneguts com la Febre d'Or), caracteritzats per una economia excessivament especulativa, amb inversions poc realistes i sobredimensionades. Entre elles, potser, el projecte de Gumà. Tot això va suposar un llast financer per als Directes i la construcció del ferrocarril es va alentir. Els treballs del tram Vilanova i la Geltrú-Valls van durar tres anys (1882-1885). El 1884 es va acabar la secció fins a Roda de Barà, però el tram següent cap a l'[Ebre] va quedar inconclús en les obres del Túnel de l'Argentera; aquell any també es van suspendre les obres del ramal entre Escatrón i Gargallo. Finalment, el 1885 l'activitat va cessar totalment i la companyia dels Directes es va declarar en suspensió de pagaments.
Francesc Gumà va intentar una fusió amb la Companyia dels Ferrocarrils de Tarragona a Barcelona i França (TBF) per salvar la companyia. Es va tancar un conveni el 2 de març de 1886; però la debilitat financera i les irregularitats dels Directes van donar peu a que la TBF rescindís el conveni i absorbís directament la companyia, sense contrapartides negociables. L'operació es va tancar el 19 d'octubre de 1886, cosa que va suposar la fi de la companyia dels Directes. La TBF va aconseguir acabar la línia prevista fins a Saragossa, amb algunes modificacions, el 1894. En canvi va ser descartada la línia fins a Madrid, molt més complexa de dur a terme i que suposava una competència directa al trajecte Barcelona-Madrid que aleshores gestionava la mateixa companyia. D'altra banda, la nova línia entre Saragossa i Barcelona va servir per continuar fins a Madrid mitjançant un trajecte més curt i va ser el més utilitzat entre les dues ciutats fins a l'arribada de la línia d'alta velocitat (AVE) el 2008.